# El octavo mandamiento
 (срп. Осма заповест) мексичка је теленовела снимана током 2011. и 2012.

## Синопсис
Ово је прича о младој новинарки Камили, која се налази у вртлогу изазова поткрепљених историјским дешавањима у Мексику, али и свету. Она мора да научи како да се понаша у вези, да схвати како да буде добра кћерка и сестра, те да разуме да своју професију каткад мора да стави испред љубави.
Ово је такође прича о једној породици. За Хулијана, коме је требало десет година да преболи нестанак супруге Исабел и заљуби се у Маријану, то је прича о љубави и труду да поврати породични мир и хармонију. За Исабел, коју су сви сматрали мртвом и која је изгубила памћење у нападу на „близнакиње”, то је прича о поновном сусрету са прошлошћу. За Камилу, њеног брата Дијега и сестру Хулију, „Осма заповест” је прича о повратку мајке, сукобу са оцем који их је, уместо да им пружи безусловну подршку, потпуно изгубио из вида. За Маријану, Хулијанову нову љубав, то је прича о борби са духом, са женом која се враћа након дуго година, баш у тренутку када је Маријана сматрала да је њен драги потиснуо успомену на њу… 
Најзад, ово је прича која покушава да одговори на бројна питања о животу и љубави.

## Улоге
| Глумац:               | Улога:                          |
| --------------------- | ------------------------------- |
| Саул Лисазо           | Хулијан Сан Миљан               |
| Сара Малдонадо        | Камила Сан Миљан                |
| Летисија Хуијара      | Исабел де Сан Миљан / Гвадалупе |
| Ерик Хајсер           | Дијего Сан Миљан                |
| Химена Гонзалес Рубио | Софија Роча                     |
| Арап Бетке            | Иван Акоста                     |
| Марко Перез           | Маурисио Алварез                |
| Нестор Родулфо        | Пабло Ортиз                     |
| Клаудија Риос         | Марија                          |
| Марио Лорија          | Факундо                         |
| Тамара Мазараса       | Рената                          |
| Рене Гарсија          | Аугусто Медина                  |
| Константино Костас    | Игнасио Варгас Салседо          |
| Анилу Пардо           | Анастасија                      |
| Алберто Зени          | Марсело                         |
| Алдо Гаљардо          | Есекјел Круз                    |
| Алехандро Касо        | Асенсио Кулијакан Фријас        |
| Карлос Торесторхија   | Гастон Валдерама                |
| Елена Караско         | Барбара                         |
| Ерендира Ибара        | Касилда Барејро                 |
| Ирела де Виљерс       | Рејна Мартинез                  |
| Исабела Роч           | Адријана Гонзалес               |
| Итаиса Мачадо         | Јадира Ескаланте                |
| Хорхе Нава            | Ђовани Велез                    |
| Хуан Хосе Почета      | Грал Баросо                     |
| Хосе Мануел Лечуга    | Алсидес                         |
| Росарио Зуњига        | Тања                            |
| Тсурија Дијаз         | Сесилија                        |